# Tomáš Svoboda (komponist)
 Der er flere personer med dette navn, se Tomáš Svoboda.
Tomás Svoboda (født 6. december 1939 i Paris, Frankrig, død 17. november 2022) var en tjekkisk/amerikansk komponist, slagtøjsspiller, dirigent, professor, og lærer.
Svoboda blev født i Paris af amerikanske forældre af tjekkisk afstamning. Han tog til Tjekkiet og studerede slagtøj og direktion på Musikkonservatoriet i Prag og komposition på Akademiet i Prag. Svoboda tog til USA, hvor han studerede komposition videre på det Sydlige Universitet i Californien i Los Angeles hos bl.a. Ingolf Dahl og Halsey Stevens. Han blev senere musikprofessor på Portlands Stats Universitet i Oregon. 
Svoboda skrev 6 symfonier, orkesterværker, kammermusik, koncertmusik, filmmusik, vokalmusik, solostykker for klaver, strygerkvartetter etc.

## Udvalgte værker
- Symfoni nr. 1 "Af naturen" (1955-1956) - for orkester
- Symfoni nr. 2 (1963-1964) - for orkester
- Symfoni nr. 3 (1965) - for orgel og orkester
- Symfoni nr. 4 "Apokalyptisk" (1975) - for orkester
- Symfoni nr. 5 "I fællesskab" (1978) - for orkester
- Symfoni nr. 6 (1991) - for klarinet og orkester,
- Harpekoncert (1961) - for harpe og kammerorkester
- 2 Klaverkoncerter (1974, 1989) - for klaver og orkester
- Violinkoncert (1975) - for violin og orkester
- Marimbakoncert (1995) - for marimba og orkester